# Les Biards
Les Biards est une ancienne commune française du département de la Manche et de la région Normandie, associée à Isigny-le-Buat depuis le 15 mars 1973.

## Géographie
| Chalandrey (comm. ass. à Isigny-le-Buat) | Le Mesnil-Thébault (comm. ass. à Isigny-le-Buat)                     | Isigny-le-Buat (propre territoire)               |
| Vezins (comm. ass. à Isigny-le-Buat)     | des Biards                                                           | Virey (comm. nouv. de Saint-Hilaire-du-Harcouët) |
| Saint-Laurent-de-Terregatte              | Saint-Martin-de-Landelles (comm. nouv. de Saint-Hilaire-du-Harcouët) | Virey (comm. nouv. de Saint-Hilaire-du-Harcouët) |

## Toponymie
Le nom de la localité est attesté sous les formes de Biarz en 1082, Biarz vers 1165 et des Bias au XVIIe siècle.
Le toponyme peut être issu d'un anthroponyme germanique tel que Big-hart ou de l'ancien français begars, « vergers », du bas-latin bigardiu « enclos », « jardin », d'où : « les enclos » ou « les jardins ».

## Histoire
On y a découvert des coins en bronze. La seigneurie avait le titre de baronnie.
Un Avenel, vivant au XIe siècle, premier baron des Biards, était, en 1066, à Hastings aux côtés de Guillaume le Conquérant et de Robert de Mortain. Les Avenel seront aussi à Bouvines, Azincourt, Formigny et Fontenoy. Au XIIIe siècle, un Roland Avenel est seigneur des Biards et des Chéris.
C'est au lieu-dit le Champ de la Bataille, aujourd'hui Champ des Biards, que se déroula, en 1110, une bataille opposant les partisans d'Étienne de Blois, futur roi d'Angleterre, appuyés par des seigneurs normands fidèles au roi d'Angleterre Henri Ier et Robert de Vitré, pour la possession du comté de Mortain. Le baron des Biards, qui soutenait le parti de Robert de Vitré perdit sa baronnie et le château fut rasé. Le domaine des Biards est remis à François de Surrigny ou Subligny.
Au milieu du XVe siècle, Guillaume Le Soterel était baron des Biards.
Le 1er janvier 1973, les communes des Biards, Chalandrey, La Mancellière, Le Mesnil-Bœufs, Le Mesnil-Thébault, Montgothier, Montigny, Naftel et Vezins s'associent à Isigny-le-Buat formant ainsi la première commune-canton de France.

## Administration
| Période | Période  | Identité         | Étiquette | Qualité |
| ------- | -------- | ---------------- | --------- | ------- |
| 1973    | 1977     | Émile Boulet     |           |         |
| 1977    | 1995     | Henri Detoc      |           |         |
| 1995    | 2014     | Eugène Lemonnier | SE        |         |
| 2014    | En cours | Anne-Marie Hardé | SE        |         |

| Période   | Période   | Identité           | Étiquette | Qualité                                     |
| --------- | --------- | ------------------ | --------- | ------------------------------------------- |
| 1901      | 1926      | Louis Charles Davy |           | Agriculteur, conseiller général (1908-1926) |
| 1926      | 1927      | Jacques Lemoussu   |           | Faisant fonction                            |
| 1927      | 1932      | Jean Abraham       |           |                                             |
| 1932      | 1934      | François Martin    |           |                                             |
| 1934      | 1935      | Louis Brou         |           | Faisant fonction                            |
| mars 1935 | juin 1935 | François Martin    |           |                                             |
| 1935      | 1943      | Louis Gauchet      |           |                                             |
| nov. 1943 | déc. 1943 | Victor Rioult      |           | Faisant fonction                            |
| 1943      | 1945      | Louis Coudray      |           | Faisant fonction                            |
| 1944      | 1945      | Émile Boulet       |           |                                             |
| jan. 1945 | mars 1945 | Louis Dubreil      |           | Faisant fonction                            |
| 1945      | 1965      | Louis Dubreil      |           |                                             |
| 1965      | 1973      | Émile Boulet       |           |                                             |

## Démographie
| 1793  | 1800  | 1806  | 1821  | 1831  | 1836  | 1841  | 1846  |
| ----- | ----- | ----- | ----- | ----- | ----- | ----- | ----- |
| 1 180 | 1 104 | 1 163 | 1 042 | 1 164 | 1 073 | 1 040 | 1 021 |

| 1851  | 1856  | 1861 | 1866 | 1872 | 1876 | 1881 | 1886 |
| ----- | ----- | ---- | ---- | ---- | ---- | ---- | ---- |
| 1 057 | 1 042 | 976  | 951  | 911  | 880  | 845  | 801  |

| 1891 | 1896 | 1901 | 1906 | 1911 | 1921 | 1926 | 1931 |
| ---- | ---- | ---- | ---- | ---- | ---- | ---- | ---- |
| 779  | 735  | 702  | 706  | 695  | 635  | 640  | 699  |

| 1936 | 1946 | 1954 | 1962 | 1968 | 1975 | 1982 | 1990 |
| ---- | ---- | ---- | ---- | ---- | ---- | ---- | ---- |
| 679  | 652  | 581  | 564  | 508  | -    | -    | -    |

| 1999 | 2006 | 2010 | 2015 | 2020 | 2021 | - | - |
| ---- | ---- | ---- | ---- | ---- | ---- | - | - |
| -    | 419  | 429  | 402  | 416  | 418  | - | - |

## Lieux et monuments
- Église Saint-Martin (XVIe – XIXe siècles) avec portail d'entrée Renaissance avec la statue équestre de saint Martin et dont le clocher avec tour carrée à deux étages et quatre clochetons en granit recouverte d'un toit en bâtière du XVIe siècle est inscrite au titre des monuments historiques[17]. Elle abrite des fonts baptismaux (XVIIIe), une statue de saint Nicolas (XVIe), des peintures murales restaurées[7].
- Barrages de Vezins avec retenue d'eau de dix-huit kilomètres de long. La base de loisirs de la Mazure est sur le territoire des Biards. En novembre 2009, l'État décide de ne pas reconduire la concession au bénéfice d'EDF et prévoit l'effacement du barrage ainsi que celui, plus en aval, de la Roche qui boit[Passage à actualiser].
- Croix (1700)
- Ruines du château des Biards au sud-sud-est, au sommet d'un coteau, au confluent de la Sélune et d'un ruisseau : terrassements et restes d'enceintes[18].
- Château de l'Aubinière du XVIIIe siècle, construit par Jean Lair de La Gérardière[7].
- Pont des Biards. Enjambant la Sélune, il fut détruit pendant la Seconde Guerre mondiale et reconstruit en 1946[7].

Pour mémoire
- Ancien prieuré.

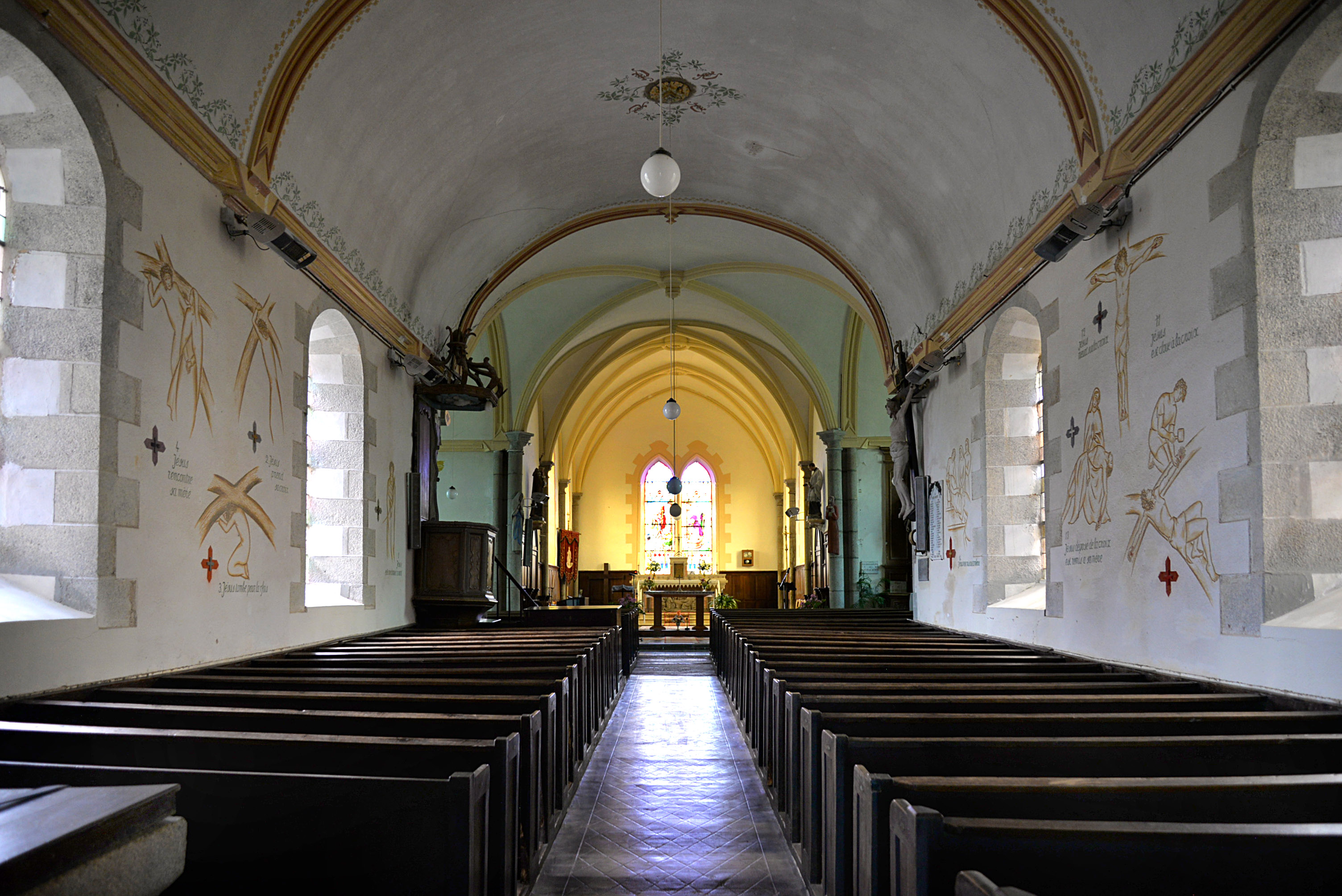
La nef de l’église Saint-Martin.
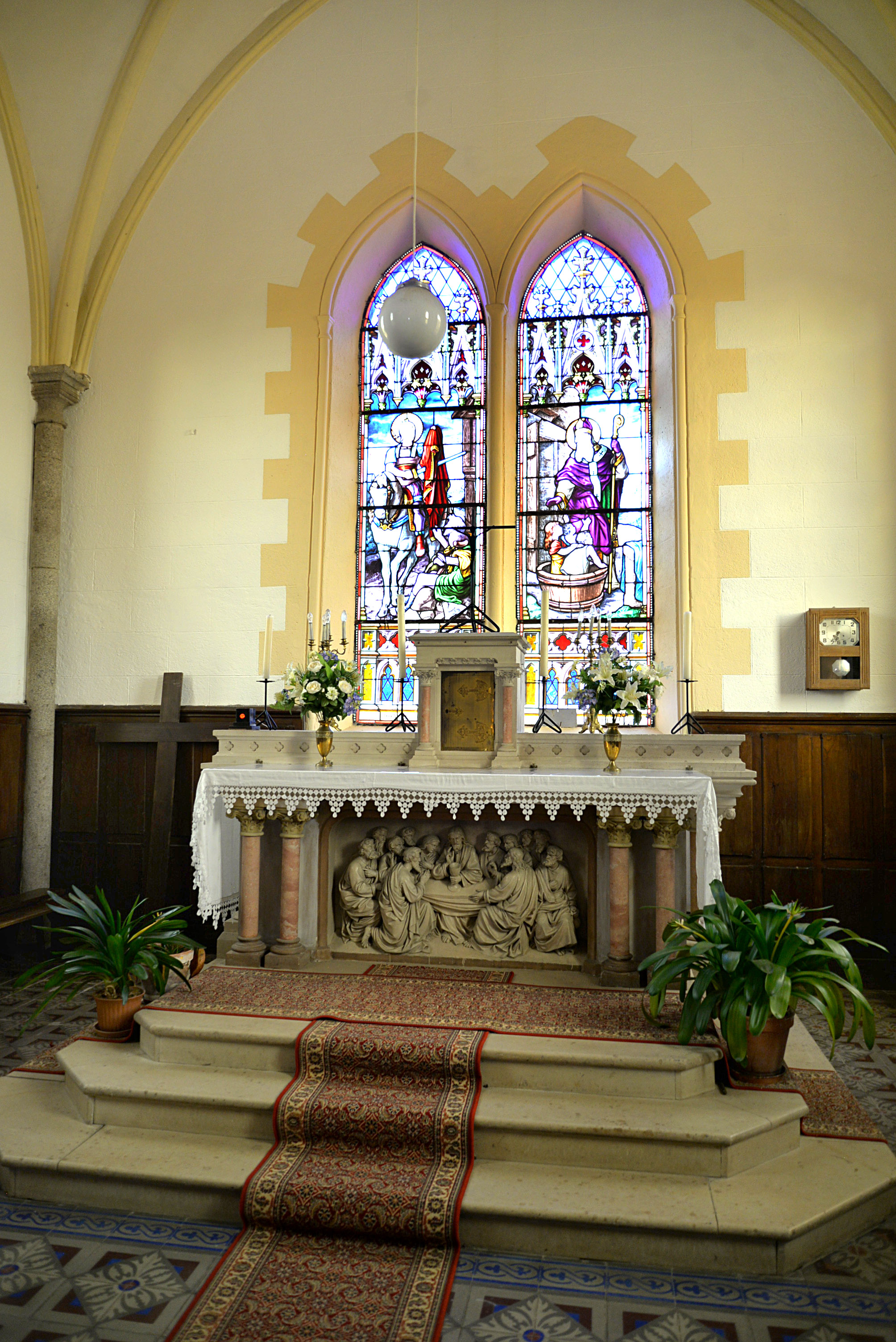
Le maitre-autel de l’église Saint-Martin.
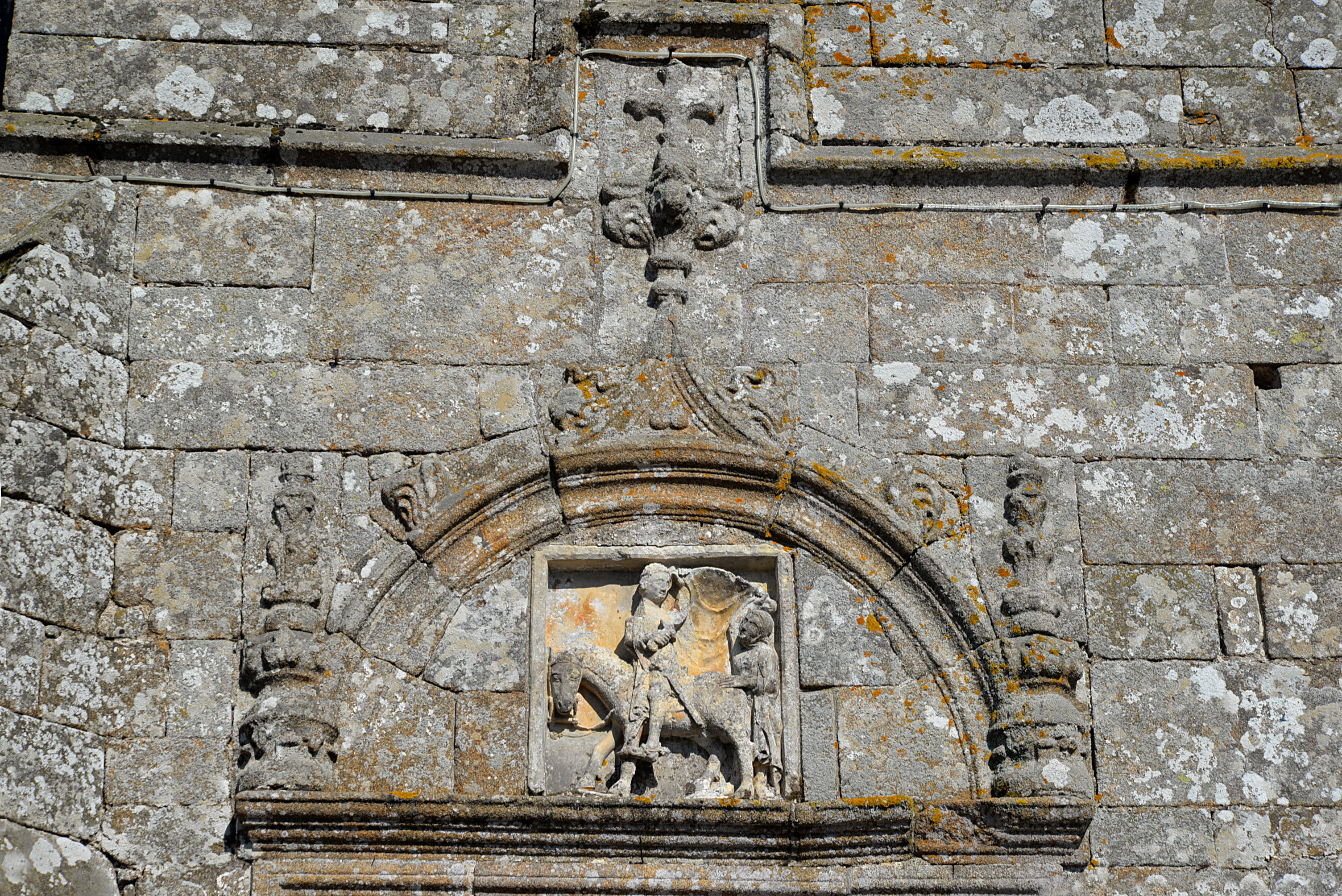
Le tympan ouest de l’église Saint-Martin.
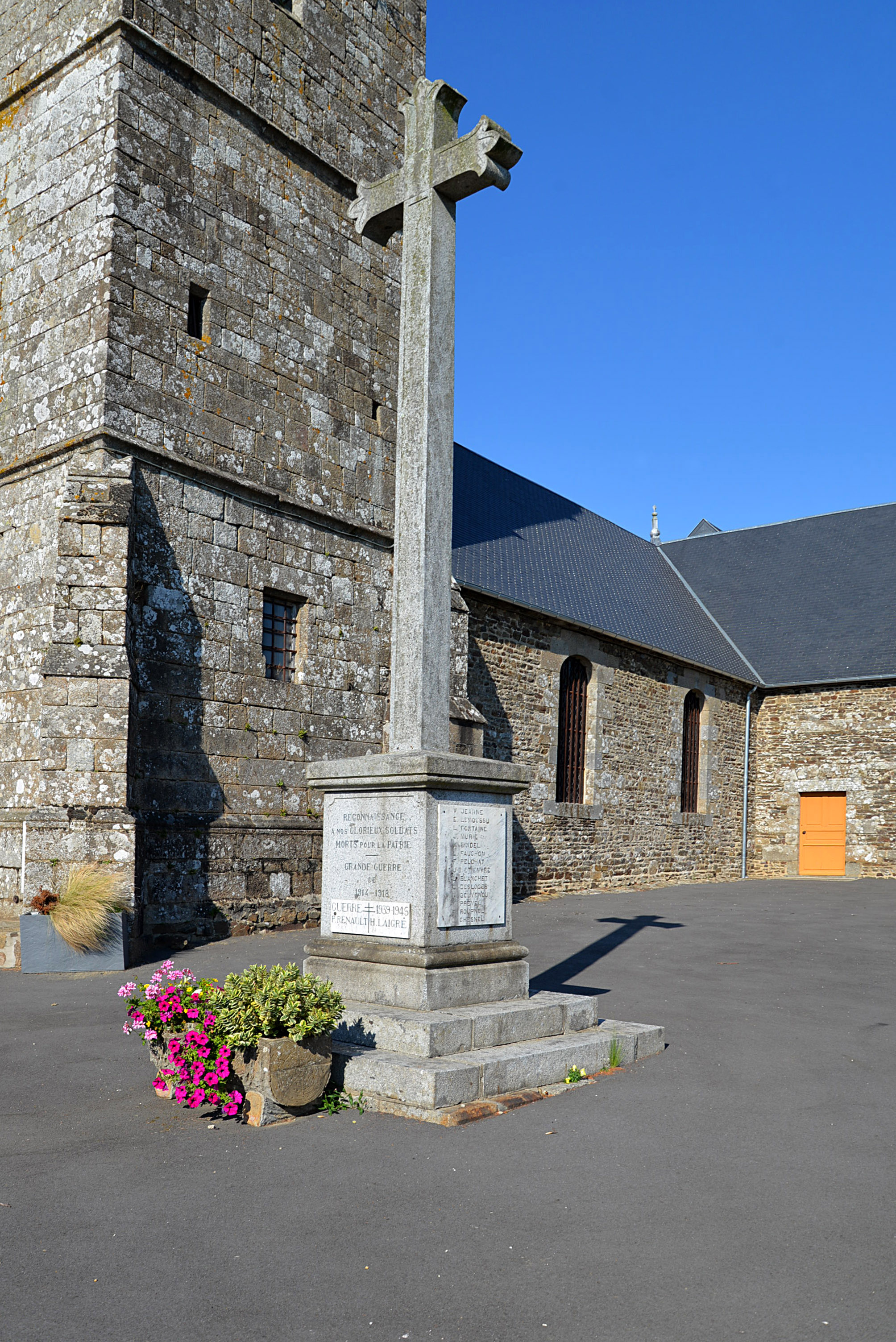
Le monument aux morts.
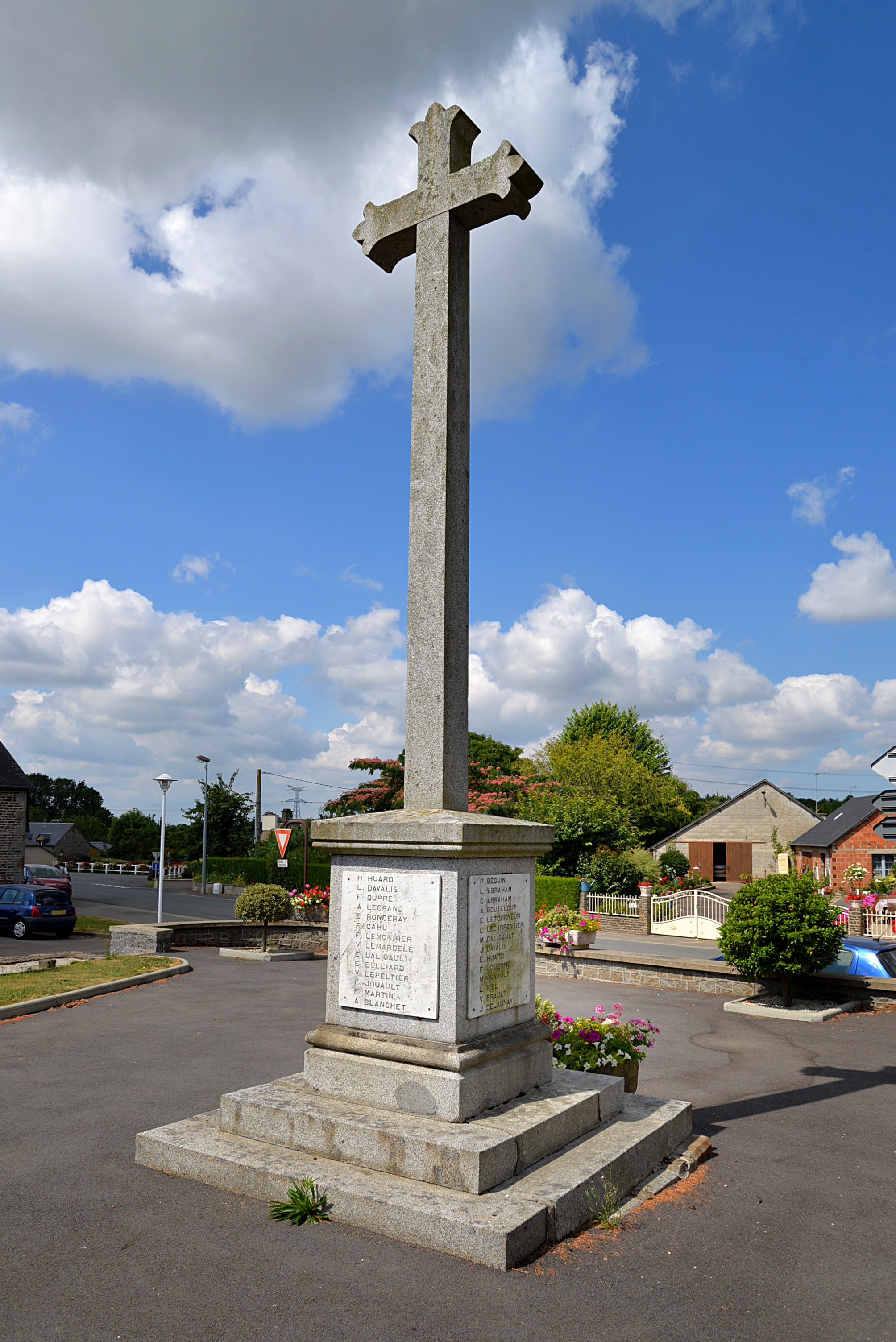
Le monument aux morts.
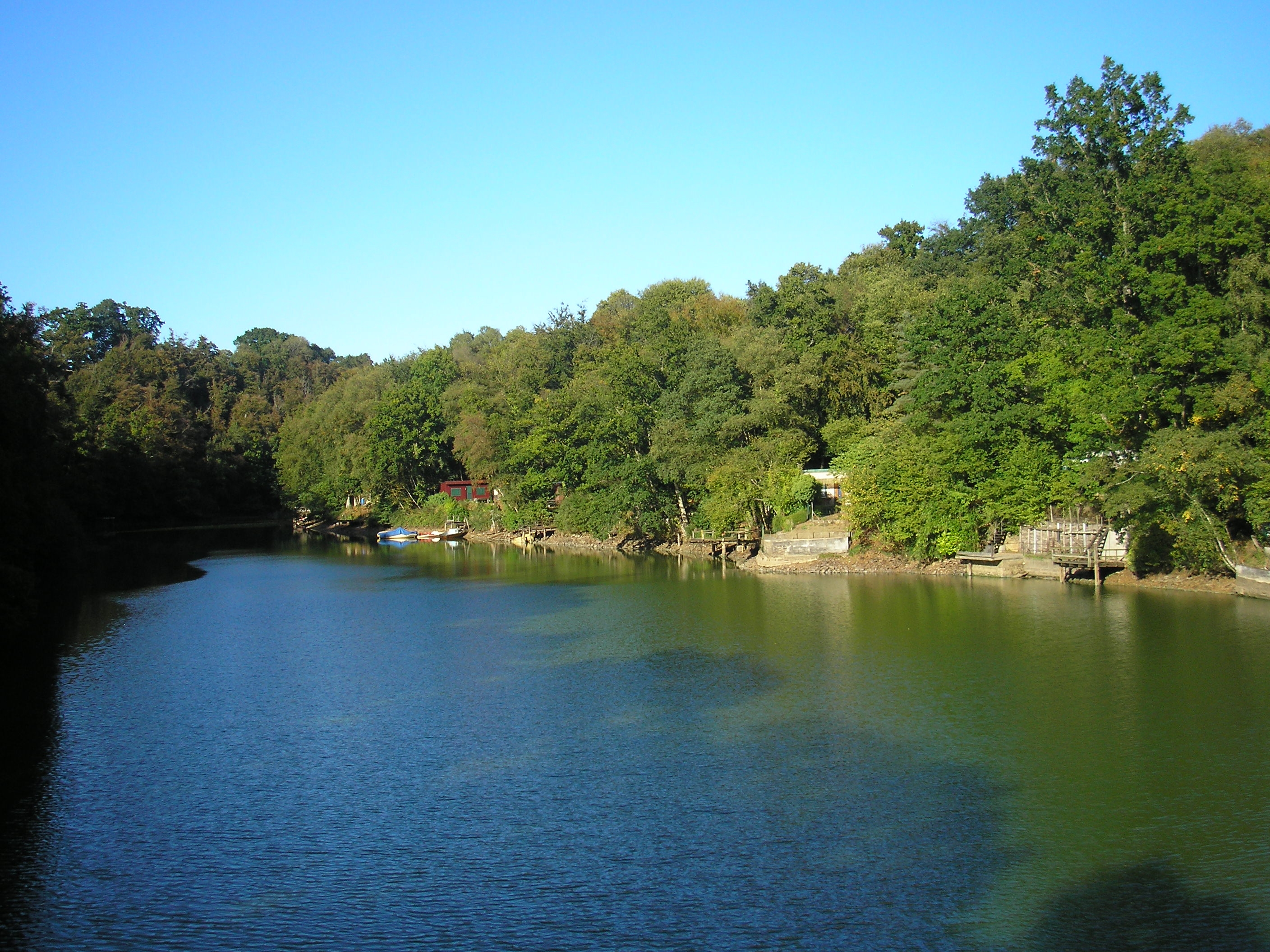
Bras de l'Yvrande du lac de Vezins au pont des Biards, limitant Les Biards et Virey.